# Быстерский
Быстерский — деревня в Карамышевской волости Псковского района Псковской области России.
Расположена на реке Черёха, в 5 км к юго-востоку от села Карамышево и в 37 км к востоку от центра города Пскова.
Численность населения деревни по состоянию на 2000 год составляла 10 человек.